# Blåsbacktjärnen
Blåsbacktjärnen är en sjö i Örnsköldsviks kommun i Ångermanland och ingår i Husåns huvudavrinningsområde.